# Thomas Byles
Thomas Roussel Davids Byles (Leeds, 26 de Fevereiro de 1870 - Oceano Atlântico, 15 de Abril de 1912) foi um padre Católico inglês. Byles notabilizou-se por ter permanecido a bordo do RMS Titanic, depois do navio ter colidido com um icebergue, ouvindo confissões e dando a absolvição e a santa unção aos passageiros, tendo morrido no naufrágio.

## Vida
Byles recebeu o nome de Roussel Davids Byles, tendo nascido em Leeds, Inglaterra, o mais velho de sete filhos do Rev.º Alfred Holden Byles, um ministro Congregacionalista, e da sua esposa, Louisa Davids. Frequentou o Leamington College e a Rossal School, em Fletwood, Lancashire, de 1885 a 1889. Estudou, em seguida, Teologia no Balliol College, em Oxford, de 1889 a 1894, obtendo o grau de Bacharel em Artes. Durante os seus estudos em Oxford, Byles converteu-se ao Catolicismo, adoptando o nome de Thomas. Em 1899, foi estudar para o sacerdócio no Pontifício Colégio de Beda, em Roma, sendo ordenado em 1902. Foi depois pároco da Igreja de Santa Helena, em Chipping Ongar, Essex, de 1905 a 1912.
Aceitou o convite para celebrar o casamento do seu irmão mais novo, William, que vivia em Nova Iorque, nos Estados Unidos, o que o levou a embarcar no Titanic como passageiro de segunda classe. Celebrou missa na manhã do afundamento, em 14 de Abril de 1912, para os passageiros de segunda e terceira classe.
Byles estava a caminhar no convés superior do navio, rezando o seu breviário, quando o Titanic embateu no icebergue. Enquanto o navio se afundava, ajudou muitos passageiros de terceira classe a embarcar nos navios salva-vidas. Recusou duas vezes embarcar, julgando que era seu dever ficar no navio até ao fim. Nos momentos finais do navio, rezou o rosário e outras orações, ouviu confissões e deu a absolvição a mais de cem passageiros que ficaram na popa do navio, depois de todos os salva-vidas terem partido. Acabaria por morrer no afundamento do navio, não tendo os seus restos mortais sido encontrados ou identificados.
Em sua memória, os seus irmãos instalaram uma porta na sua Igreja de Santa Helena, em Chipping Ongar. O Papa São Pio X receberia em audiência membros da sua família, tendo-o considerado, pelo seu sacrifício, "um mártir da Igreja".
Em Abril de 2015, o Padre Graham Smith, actual pároco da Igreja de Santa Helena, com o apoio do Bispo Alan Williams, da Diocese de Brentwood, iniciou os primeiros passos para o início do seu processo de beatificação.